# Yamaha SU700

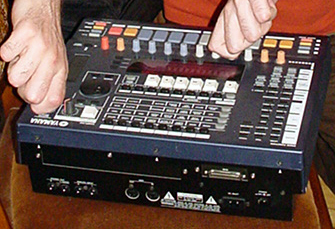
Yamaha SU700

Die SU700 (eigentlich Yamaha SU700 Sampling Unit) ist ein Pad-orientierter Sampler mit integriertem Sequenzer und Effekteinheit des Unternehmens Yamaha.

## Beschreibung
Der Sampler ist vornehmlich für die Live-Anwendung ausgelegt. Er ist tragbar und ohne Zuhilfenahme sonstiger Geräte direkt nutzbar. Alle Funktionen können über ein Bedienfeld gesteuert werden. Die SU700 ist das größte Modell in der Yamaha-Sample-Unit-Reihe, die aus SU10, SU200 und SU700 besteht. Das Gerät erschien im Januar 1999 auf dem Markt und wird mittlerweile nicht mehr hergestellt.
Yamaha hatte sich für die SU700 DJs und Remixer als Zielgruppe ausgesucht, denen die Pattern- und Loop-basierte Arbeitsweise des Samplers entgegenkommen sollte. Die SU700 orientiert sich in Grundzügen an Akais MPC-Serie, konnte sich aber im Unterschied zu dieser nie als Studio- und Produktions-Standard durchsetzen und ist bis heute recht unbekannt. Die mitunter kompliziert aufgebaute Sequenzerprogrammierung erschwert teilweise das Ausarbeiten von Songs im Studio. Dem steht eine intuitive und in Echtzeit ablaufende Arbeit mit Samples und Effekten gegenüber, die die SU700 für den Live-Einsatz prädestiniert. Sie wird auch heute noch von Elektronik-Musikern bei Live-Performances eingesetzt.

## Funktion und Bedienung
Die SU700 ist in Funktion eher mit einem Drumcomputer oder einer Groovebox zu vergleichen als mit einem herkömmlichen Sampler. Die SU700 verfügt über zwei Loop-Pads, vier Pattern-Pads und vier Free Pads, die über vier Bänke umgeschaltet werden können. Diese Pads triggern auf unterschiedliche Weise ihnen zugewiesenen Samples:
- Die Loop-Pads spielen das Sample als Schleife (Loop) ab und passen es mithilfe des internen Time-Stretching-Algorithmus dem eingestellten Tempo an.
- Die den Pattern-Pads zugewiesenen Samples können innerhalb einer vorher eingestellten Schleifenlänge gesetzt werden. Diese Funktion ist vergleichbar mit dem Erstellen von Rhythmus-Patterns bei Drumcomputern.
- Die Free-Pads sind für einmalige Ereignisse vorgesehen.

Für jedes Pad steht ein Endlosdrehregler zur Verfügung, über den bis zu drei verschiedene Effekte gleichzeitig, Filter und Sample-Einstellungen in Echtzeit geregelt werden können. Außerdem gibt es einen Ribbon-Controller, mit dem alle beschriebenen Funktionen bedient werden können. Alle Ereignisse können mit dem internen Sequenzer aufgenommen und zu einem Song arrangiert werden. Die SU700 verfügt über einen analogen Eingang, über den einkommende Signale direkt zugemischt und mit Effekten versehen werden können.

## Optionales Zubehör
Der Funktionsumfang des Grundmodells lässt sich durch zwei Erweiterungs-Karten ausbauen:
- Die SCSI-Karte ASIB1 fügt der SU700 einen SCSI-Anschluss zu, über den sie mit externen Geräten wie ZIP-Laufwerk, Festplatte oder CD-Laufwerk verbunden werden kann.
- Die Karte AIEB1 erweitert die SU700 um sechs analoge Ausgänge, und vier digitale Ein- und Ausgänge (d. h. je zwei S/PDIF- und Coaxial-Anschlüsse).

## Technische Daten
Ein Überblick über die wichtigsten technischen Daten:

### Sequenzer
- Speicher:
  - 32.000 Noten
- Tempo:
  - 40-299 BPM
- Spuren:
  - 42 Spuren

### Sampler
- Stimmen:
  - 64 polyphon
- Signalverarbeitung:
  - bis 44,1 kHz/16-bit/Stereo
- Dateiformate:
  - AIFF, AKAI S1000/S3000 Samples, Yamaha A3000-Samples
- Speicher:
  - 4 MB bis 64 MB (SIMM-RAM)

### Effekte
- Effekttypen:
  - 43 verschiedene Effekte (Reverb, Delay, Chorus, EQ, Kompressor etc.)

### Sonstiges
- Internes Laufwerk:
  - Floppy Disk (3.5″)
- Ein- und Ausgänge:
  - 1 Stereo Out (große Klinke)
  - 1 Stereo In (große Klinke)
  - Kopfhörer (große Klinke)
  - MIDI-In/Out